# Stockholms Handels Mercurius
Stockholms Handels-Mercurius var en dagstidning som kom ut från 4 september 1731 till 31 mars 1737 i Stockholm. 
Tidningen hade i början den mycket långa undertiteln Utur Det nyligen inrättade Address-Contoiret, Hwilken, Med hans Kongl. May:ts allernådigste Privilegio, alt hwad uti denne berömlige Kongl. Residencen förefaller, och ifrån Lands Orterne inkommer. Angående Politie- och Commercie Samt andra för Publico at weta Nödige och Nyttige Efterrättelser, Hwarjom och enom, som därmed betient vara kan, troligen berättar och meddelar,

## Tidnings titlar, vinjetter och innehåll
I de båda första årgångarna hade tidningen blott riksvapnet över tryckorten såsom vinjett. Titeln förkortades 1732 till Stockholmske Handels-Mercurius Utur Adres-Contoiret. 1733 insköts ordet Privilegierade i titeln, som erhöll en stor titelvinjett, föreställande Stockholm, sett från Mälarsidan, samt under en därpå befintlig sol lästes: Frögdas Sverige Gud os Wår Konung Lemnar till Hugnat. Denna vinjett försvann fr. o. m. nummer 5 1734 och ersattes av en stämpel, föreställande Mercurius, samtidigt blev titeln ändrad till: Stockholmske Handels-Mercurius.
Tidningen innehöll mest annonser, och gavs ut från 1731 till september 1735 av Adresskontorets grundläggare, Albert Giese, som  på begäran den 10 augusti  1731 fick privilegium på denna tidning, vari han den 23 augusti 1731 utfärdade prenumerationsanmälan i ett Utkast  Han framhöll där företagets nytta. En ny nummerserie av tidningen började efter ett par månaders uppehåll den 3 november 1735 ges ut av A Geist, kassör vid auktionsverket, men upphörde 31 mars 1737, sedan 67 nr hade utkommit. I denna nummerserie finnes bl. a. införd en antikvarisk bokkatalog över inte mindre än 1813 böcker, som fanns till salu i Adresskontoret. 

## Utgivning och tryckning
Tidning kom ut med ett nummer i veckan lördagar 1731-1732 och måndagar  1733 till 12 januari 1736. Under sommaren 1735 utkom den blott 2 gånger i månaden. Torsdagar var utgivningsdag 23 januari 1736 till 31 januari 1737. I början var formatet oktav med 12 sidor, sedan vanligen blott 4 sidor men i kvarto med 1 eller 2 spalter på satsytan 15,5 -18 x 13 -13,5 cm. Prenumerationspriset var 1 daler 16 öre kopparmynt per kvartal 1731 och 1732. 6 daler kopparmynt för år 1733-1736 för exemplar på tryckpapper och 7 daler kopparmynt 1737 för exemplar på skrivpapper. Tidningen trycktes först hos Benjamin G. Schneider samt från 31 juli 1732 till 1934? hos Anders Græssler med frakturstil.

## Bilagan: Curieuse Underrättelser 1733
Curieuse Underrättelser skulle ges ut med ett nummer, med 4 sidor i kvarto var eller varannan vecka, och skulle åtfölja Stockholms Handels Mercurius som bilaga enligt Albert Gieses annons i nummer 17 1733. Tidningen skulle meddela sådana ting, som var värde att äga kunskap om samt livfulla att läsa om. 3 nummer kom ut såsom bilagor till Stockholms Handels Mercurius 1733: nummer 20, 21 och 23. Bilagan trycktes i Stockholm hos A. Græssler Inga nummer finns bevarade i K. B. eller Uppsala Bibliotek.
Sverige hade ingen egentlig nyhetstidning förutom Post-Tidningarna 1730. En annonstidning blev verklighet på 1730-talet. Genom tryckta priskuranter hade allmänheten meddelats om varor till salu. 1728 började listor Stockholm Stads Pris-Courant ges ut veckovis. År 1731 i september började Addresse-Contoiret att ge ut Stockholmske Handels-Mercurius med ett nummer i veckan. Utgivaren var Giese, som fick tillstånd för en annonstidning. Handels-Mercurius innehöll varor till salu i Stockholm, sedan även för i landsorten, för rum att hyra, gårdar att arrendera eller köpa, arbeten att söka och så vidare samt gav varupriser och växelkurser, förteckning på resande i Stockholm, på döda personer, annonser om läkemedel, lotterier. För att göra tidningen intressantare infördes  berättelser om kuriositeter och ekonomiska rön. Ett exempel  var en berättelse om vampyrerna i flera nummer 1733. Giese försökte utge ett blad »Curieuse Underrättelser», varav  några nummer synas utkommit 1733. Då han skrev om det förbjudna politiska området blev han tvingad att upphöra med denna bilaga. Giese fortsatte att redigera tidningen till mitten av år 1735, då adresskontoret förlorade sitt tillstånd.